# Whitehaven (Memphis, Tennessee)

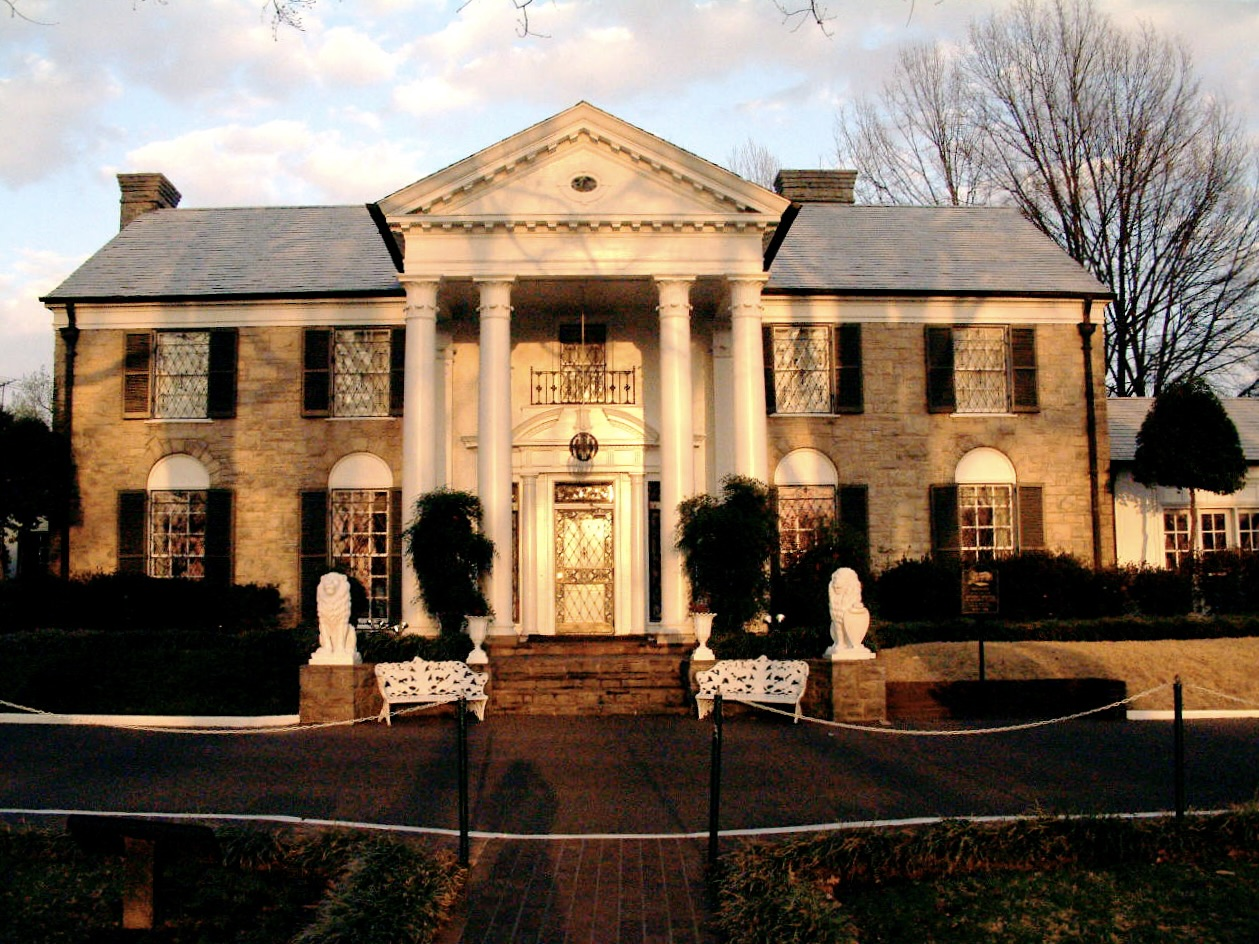
Graceland

Whitehaven ist seit 1969 ein Viertel innerhalb des Stadtbezirks South Memphis im Süden von Memphis, Tennessee in den Vereinigten Staaten. Whitehaven erstreckt sich über 43,642 Quadratmeilen und hatte bei der letzten Zählung 89.682 Einwohner. International bekannt ist Whitehaven als langjährige Heimstätte von Elvis Presley, dessen Villa Graceland sich unter der Nummer 3764 des hiesigen Elvis-Presley-Boulevard befindet.

## Lage
Whitehaven wird im Norden vorwiegend durch den Nonconnah Creek, im Osten durch den Airways Boulevard (auf dessen anderer Seite der Flughafen Memphis liegt), im Süden durch den Bundesstaat Mississippi und im Westen unter anderem durch die Third Street begrenzt.

## Geschichte
Die erste Besiedlung des heutigen Whitehaven fand 1819 statt, als Benjamin Hildebrand etwa an der Stelle, wo heute die Millbranch Road und die Wilson Road zusammentreffen, ein Blockhaus errichtete.
Nach Fertigstellung der Eisenbahnstrecke, die Tennessee mit dem südlich angrenzenden Bundesstaat Mississippi verband, im Jahr 1856 wurde die hier entstandene Siedlung nach dem Präsidenten der Eisenbahngesellschaft, Francis M. White, benannt. Die hiesige Station auf dem Weg vom nördlich gelegenen Memphis nach Mississippi trug zunächst die Bezeichnung White’s Station und wurde später in White’s Haven umbenannt, woraus schließlich der heutige Name entstand.
Nach dem Zweiten Weltkrieg wuchs die Bevölkerung sowohl in Whitehaven als auch in Memphis explosionsartig an. Viele der Neuankömmlinge verdienten ihr Geld in Memphis und schätzten zugleich die ruhige Wohnlage von Whitehaven, galt sie in den ersten Jahrzehnten nach dem Zweiten Weltkrieg doch als eine durchweg gehobene Gegend.
Am 1. Januar 1970 wurde Whitehaven zwangsweise von der Stadt Memphis annektiert. Vor dieser Eingliederung wollten die Bewohner des Gebiets nicht Teil von Memphis sein. Einige Jahre später, nachdem Whitehaven zum Stadtgebiet wurde, verließ die Mehrheit der weißen Familien das Gebiet und zog in die Vororte außerhalb von Memphis. Dies führte dazu, dass Whitehaven zu einer mehrheitlich afroamerikanischen Gemeinde wurde. In den späten 1960er Jahren wurde sie integriert, und in den folgenden zwei Jahrzehnten kam es zu einer Abwanderung der Weißen. Whitehaven ist heute ein Teil von South Memphis.